# Districte de Havlíčkův Brod
El districte de Havlíčkův Brod (en txec Okres Havlíčkův Brod) és un districte de la regió de Vysočina, a la República Txeca. La capital és Havlíčkův Brod.

## Llista de municipis
Havlíčkův Brod -
Bačkov -
Bartoušov -
Bělá -
Bezděkov -
Bojiště -
Boňkov -
Borek -
Břevnice -
Čachotín -
Čečkovice -
Česká Bělá -
Číhošť -
Dlouhá Ves -
Dolní Krupá -
Dolní Město -
Dolní Sokolovec -
Druhanov -
Golčův Jeníkov -
Habry -
Havlíčkova Borová -
Herálec -
Heřmanice -
Hněvkovice -
Horní Krupá -
Horní Paseka -
Horní Pohleď -
Hradec -
Hurtova Lhota -
Chotěboř -
Chrtníč -
Chřenovice -
Jedlá -
Jeřišno -
Jilem -
Jitkov -
Kámen -
Kamenná Lhota -
Klokočov -
Knyk -
Kochánov -
Kojetín -
Kouty -
Kozlov -
Kožlí -
Kraborovice -
Krásná Hora -
Krátká Ves -
Krucemburk -
Kunemil -
Květinov -
Kyjov -
Kynice -
Lány -
Ledeč nad Sázavou -
Leškovice -
Leština u Světlé -
Libice nad Doubravou -
Lípa -
Lipnice nad Sázavou -
Lučice -
Malčín -
Maleč -
Michalovice -
Modlíkov -
Nejepín -
Nová Ves u Chotěboře -
Nová Ves u Leštiny -
Nová Ves u Světlé -
Okrouhlice -
Okrouhlička -
Olešenka -
Olešná -
Ostrov -
Oudoleň -
Ovesná Lhota -
Pavlov -
Podmoklany -
Podmoky -
Pohled -
Prosíčka -
Přibyslav -
Příseka -
Radostín -
Rozsochatec -
Rušinov -
Rybníček -
Sázavka -
Sedletín -
Skorkov -
Skryje -
Skuhrov -
Slavětín -
Slavíkov -
Slavníč -
Sloupno -
Služátky -
Sobíňov -
Stříbrné Hory -
Světlá nad Sázavou -
Šlapanov -
Štoky -
Tis -
Trpišovice -
Uhelná Příbram -
Úhořilka -
Úsobí -
Vepříkov -
Veselý Žďár -
Věž -
Věžnice -
Vilémov -
Vilémovice -
Víska -
Vlkanov -
Vysoká (Havlíčkův Brod)Vysoká -
Zvěstovice -
Ždírec -
Ždírec nad Doubravou -
Žižkovo Pole